# Unwound
Unwound był amerykańskim zespołem rockowym założonym w Tumwater/Olympia, w stanie Waszyngton. Utworzony w 1991 początkowo znany pod nazwą Giant Henry, składała się z Justina Trospera (śpiew, gitara, teksty), Verna Rumseya (bas), i Brandta Sandeno (perkusja), który został zastąpiony przez Sarę Lund w 1992.

## Dyskografia

### Albumy
- Demo bez nazwy (utwory: Bionic, Whilst You're Ahead, Lying at Best, Crab Nebula, Stumbling Block, LD Fifty (50), Rubberband Heart, Love & Fear) (1991)
- Fake Train (1993)
- New Plastic Ideas (1994)
- The Future of What (1995)
- Unwound (album)|Unwound (1995)
- Repetition (album)|Repetition (1996)
- Challenge for a Civilized Society (1998)
- Further Listening (1999)
- A Single History: 1991–1997 (1999)
- Leaves Turn Inside You (2001)

### EP
- The Light at the End of the Tunnel Is a Train 12” (1997)
- Live in London (1999)

### Single
- Caterpillar 7” (1991)
- Kandy Korn Rituals 7” (1992)
- Unwound 7” (1993)
- MKultra 7” (1994)
- Negated 7” (1994)
- split 7” w/Steel Pole Bath Tub (1996)
- Corpse Pose 7” (1996)
- split 7” w/Versus (1999)